# Verzorgingsplaats Roevenpeel
Verzorgingsplaats Roevenpeel is een Nederlandse verzorgingsplaats, gelegen aan de A2 Amsterdam-Maastricht tussen afritten 39 en 40, nabij Nederweert in de gemeente Weert.
Roevenpeel dankt haar naam aan het 21 hectare grote Peelven Roeventerpeel, gelegen tussen de A2 en de spoorlijn Roermond-Weert. In het noorden van dit gebied, tussen Weert en Nederweert, ligt het plaatsje Roeven.
Bij Roevenpeel ligt een restaurant van La Place (tot 2017 AC Restaurants). Via een voetgangerstunnel onder de A2 is verzorgingsplaats Meiberg te bereiken waar ook een restaurant van La Place en een Burger King ligt. Brandstof is te verkrijgen bij verzorgingsplaats Ellerbrug die 4 kilometer verder ligt richting Maastricht.
Richting Eijsden:
Haarrijn · 
IJsselstein · 
Bisde · 
De Lucht West · 
Velder · 
't Haasje · 
Roevenpeel · 
Ellerbrug · 
Het Anker · 
Vossedal · 
Knuvelkes
Richting Amsterdam:
Patiel · 
Meerssen · 
Kruisberg · 
Swentibold · 
Bosserhof ·
Meiberg · 
Groote Bleek · 
Ooiendonk · 
De Lucht Oost · 
Lingehorst · 
Jutphaas · 
Ruwiel